# AAylex

AAylex este un grup de companii din România, care produce brandul din carne de pui CocoRico.